# 新古今調
新古今調（しんこきんちょう）は、新古今和歌集にみられる歌風のこと。

## 概要
初句切れや三句切れが多く、本歌取り・体言止めに富んでいる。
初句切れが多いというのはすなわち切迫や緊張などの声調が多いことを意味する。
三句切れは上の句と下の句の間の句切れであり、観念の飛躍がある場合が多い。
また、体言止めにはしみじみとした味わい深い印象を残す効果があるとされている。
このことから、古典を通じて和歌の伝統に参加しようという姿勢を窺うことができる。
万葉調や古今調と並び、和歌史における三大様式として称されている。